# Андреа Вендрамін
Андреа Вендрамін (італ. Andrea Vendramin) — 71-й венеційський дож у 1476—1478 роках.

## Біографія
Належав до роду Вендрамін фріульського походження, що увійшов до патриціату завдяки значним внескам під час війни Кіоджи. Син Луки Вендраміна та Марії Міхеле (належала до давнього патриціанського роду). Втратив батька у віці 2 років, виховувався під опікою матері. 3 грудня 1418 року увійшов до Великої ради. Його близька дружба зі старшим братом Лукою спричинила підозри та звинувачення у содомії, але 16 березня 1419 року зумів виправдатися. У 1426 році він одружився з Регіною Граденіго, яка була нащадком дожа Бартоломео Граденіго. У шлюбі народилося 7 синів та 6 доньок.
Замолоду він та його брат Лука, спільно займаючись торгівлею, перевозили з Александрії (Єгипет) шовк та зерно, достатньо, щоб заповнити галеру або півтори, навіть його агенти збагатилися, керуючи його справами. Також брати володіли чималим виробництвом мила.
1422 року стає головою (капі) сестьєре Каннареджо. 1440 року стає членом Сенату на постійній основі. У 1449—1450 роках був членом Ради десяти, де, розглядаючи деякі випадки содомії, займав дуже обережну позицію, яку багато хто сприймав з підозрою.
1454 року підприємство і торгівля братів суттєво постраждала внаслідок фінансової кризи, спричиненою крахом Банку Сорандзо, але доволі швидко зумів розв'язати проблеми, ставши знову торгувати зерном і зрештою основним кредитором зерновим проведиторів. Того ж року призначається радником дожа Франческо Фоскарі, 1458 року — Паскуале Маліп'єро, 1466 року — Крістофоро Моро. Водночас у 1455—1457 роках був головою та інквізитором Ради десяти. З 1457 року стає постійним членом Ради сорока.
1467 року призначається прокуратором de citra Святого Марка. Протягом цього мандату його критикували за свободу, з якою він розпоряджався довіреними йому ресурсами, настільки, що 24 лютого 1474 року Велика рада заборонила прокураторам інвестувати ці активи у «живі гроші».
Процес його обрання 5 березня 1476 року дожем призвів до розколу в Раді сорока, що викликало збурення: Філіппо Торн закидав тому нещодавній патрциіат, у 1477 році Антоніо Фелето було ув'язнено, а потім вигнано за публічне зауваження, що Рада обрала дожем милоторговця. Андреа Вендрамін на момент обрання мав статки у 160 тис. дукатів. 
Він подбав про збір коштів для фінансування війни проти Османської армії, особисто гарантуючи позики, які Банк Сорандцо надавав уряду. Його політику прямого контролю над збором податків також прийняли його наступники-дожі, незважаючи на обмеження, накладені клятвою дожа. Також ніколи не був серед тих, хто пропонував покарання на судових процесах, і був дуже активним у наданні помилування.
У зовнішній політиці Венеція залишилася сама у протистоянні з Османами, незважаючи на те, що у квітні 1476 року вдалося домовитися про спільні дії з Ахматом, ханом Великої Орди (за сплату венеційцями 200 тис. дукатів). Дож також планував долучити до союзу Велике князівство Литовське, Польське королівство та Молдовське князівство. Втім швидко з'ясувалося, що польський король і великий князь литовський Казмир IV усіляко перешкоджав війні Великої Орди проти Османської імперії, з якою був у мирних відносинах. Разом з тим Флорентійська республіка усіляка підбурювала останніх до нападу на венеційські володіння на Балканах. Зрештою 1477 року хан Ахмат відмовився від участі у союзі.
Помер Андреа Вендрамін 1478 року від чуми. У нього є велика монументальна настінна гробниця, яку загалом вважають «найрозкішнішим похоронним пам'ятником Венеції епохи Відродження» у базиліці Санті-Джованні-е-Паоло, звичайному місці поховання дожів, яку 1493 року виконав Тулліо Ломбардо (1493). Після смерті дожа його вдова вийшла заміж за його брата Луку.